# Maurice Rajsfus
Maurice Rajsfus, pseudonym för Maurice Plocki, född 9 april 1928 i Paris, död 13 juni 2020 i Antony i Hauts-de-Seine, var en fransk författare, journalist och militant aktivist.
Rajsfus publicerade en rad böcker om Förintelsen.

## Biografi
Maurice Rajsfus föddes 1928 i Paris. Hans föräldrar var polska judar som hade emigrerat till Frankrike i början av 1920-talet. År 1940 ockuperades Frankrike av Nazityskland. Två år senare, 1942, greps Rajsfus, hans äldre syster Jenny och hans föräldrar i samband med Vélodrome d'Hiver-räden för att deporteras till Auschwitz. Barnen blev dock inte deporterade, men de fick aldrig mer se sina föräldrar.
Efter andra världskriget gick Rajsfus med i Mouvement Jeunes Communistes de France, men blev utesluten ur denna organisation. Han blev istället medlem av Fjärde internationalen. På 1950 gick han med i den socialistiska Socialisme ou Barbarie.
Under 1990-talet var Rajsfus medlem av Ras l'front som särskilt bekämpade Rassemblement National.